# II Cimera Amèrica del Sud-Països Àrabs
La II Cimera Amèrica del Sud-Països Àrabs (ASPA) va ser inaugurada oficialment per l'emir de l'Estat de Qatar, Hamad bin Khalifa Al-Thani el 31 de març de 2009. En l'esdeveniment van participar els 22 països de la Lliga Àrab i 12 de la Unasur, per tractar temes d'interès per a ambdós blocs regionals.
Un dels esdeveniments de la cimera va ser la proposta del president de Veneçuela Hugo Chávez per crear una moneda anomenada el petro per a reemplaçar el dòlar com a moneda de reserva internacional. Chávez també va criticar al Tribunal Penal Internacional per dictar ordre de captura contra el president del Sudan, Omar al-Bashir, en lloc de fer-ho contra l'expresident nord-americà George Bush.

## Agenda
El principal tema de l'agenda inclou la proposta de mesures per enfrontar la crisi financera mundial i la seva repercussió en ambdues regions. A més es van abordar temes relacionats amb la integració Sud/Sud, el suport a la legitimitat de la causa palestina, i també l'estímul del comerç i la inversió recíprocs.